# The Venetian
The Venetian Resort Hotel Casino è un hotel e casinò a tema di Paradise.
Si trova sulla Strip, la via delle più famose case da gioco di Las Vegas, nel luogo dove sorgeva il vecchio hotel Sands, e si ispira alla città di Venezia.
È il più grande hotel con 5 stelle degli Stati Uniti d'America, di proprietà della Las Vegas Sands Corporation.
L'hotel possiede 4.049 stanze e un casinò di 11.000 m². Insieme agli adiacenti Sands Expo Convention Center e The Palazzo Hotel and Casino Resort, il Venetian costituisce il più grande complesso alberghiero del mondo, con ben 7.128 stanze.

## Storia
I lavori di costruzione del Venetian cominciarono il 26 novembre 1996, quando il Sands Hotel, acquistato 8 anni prima dal miliardario Sheldon Adelson, venne abbattuto con una spettacolare esplosione controllata.
L'hotel venne inaugurato il 3 maggio 1999: all'epoca dell'apertura era uno degli hotel con i più alti costi di costruzione al mondo, valutati in circa 1,5 miliardi di dollari.
Alla cerimonia inaugurale partecipò anche l'attrice Sophia Loren.

## Attrazioni

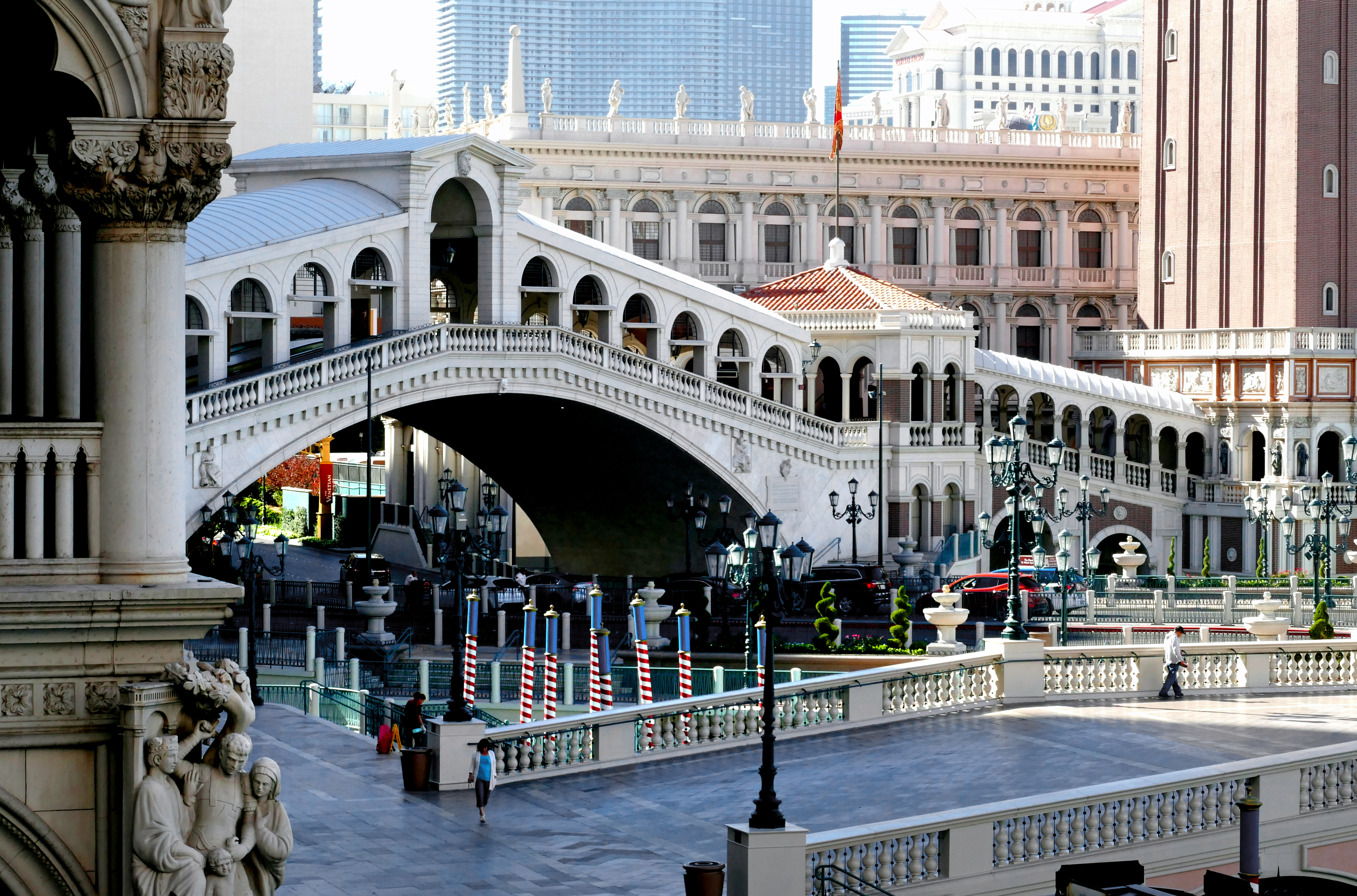
La riproduzione del Ponte di Rialto

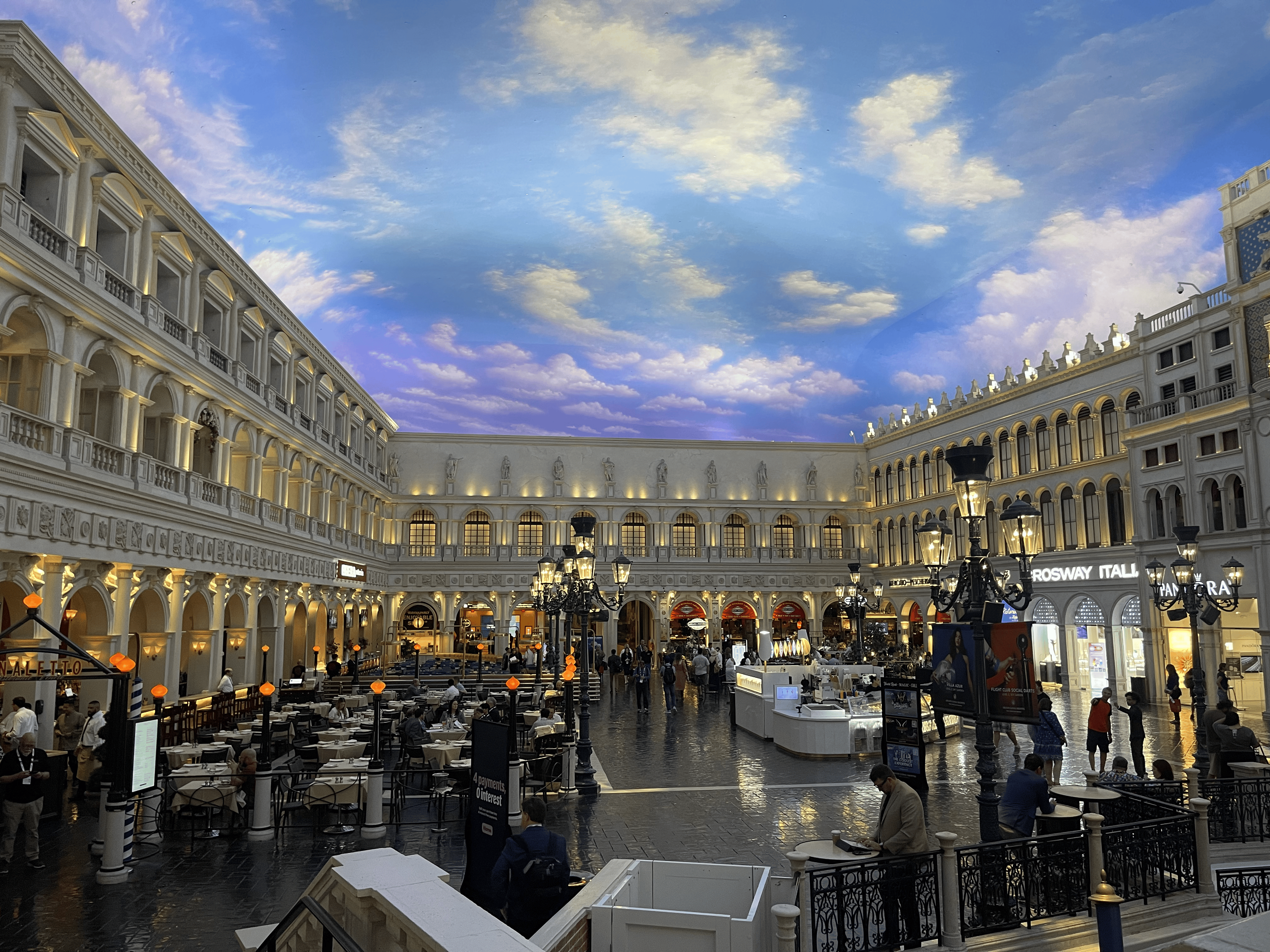
La riproduzione di Piazza San Marco all'interno del casino

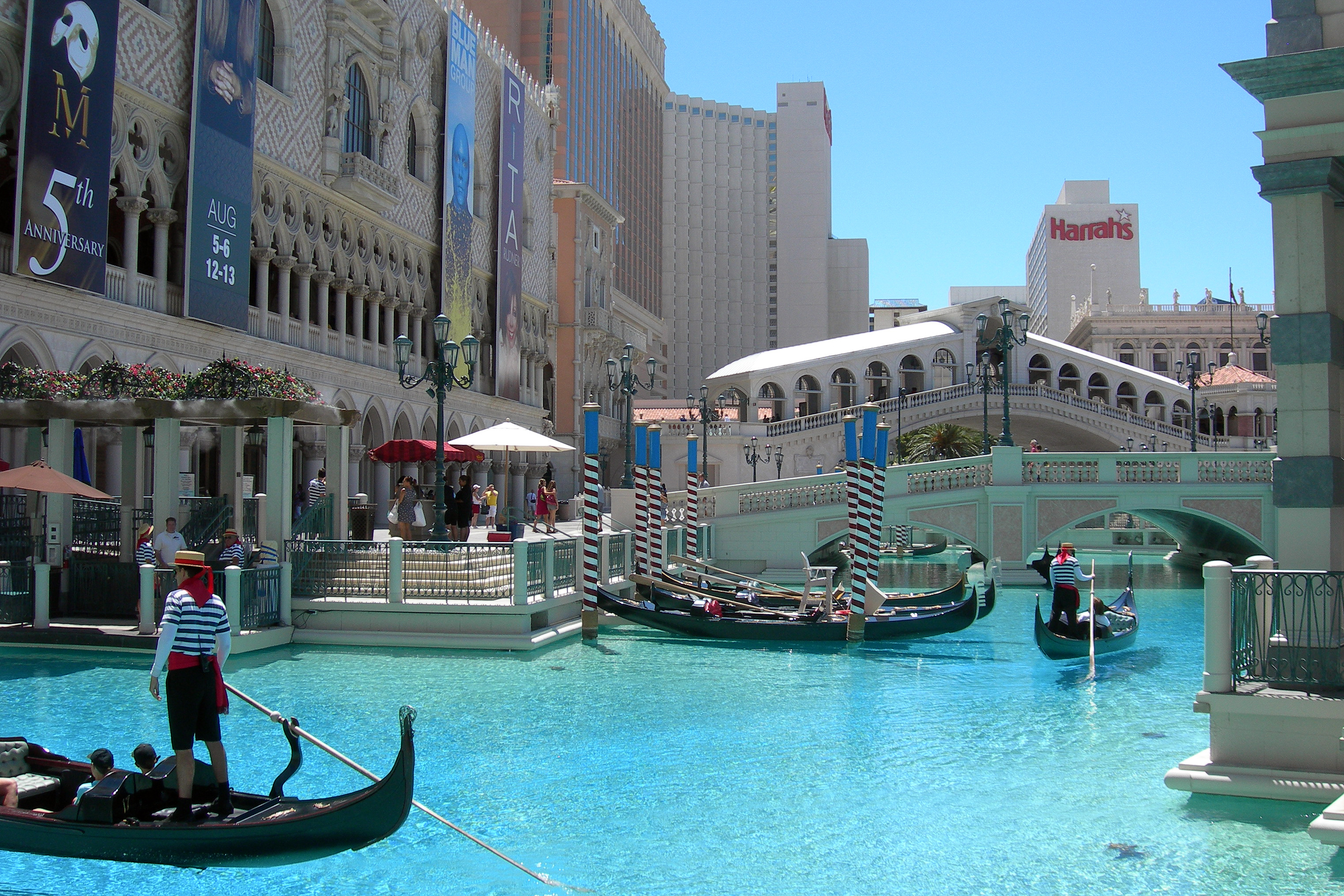
Vista del lago artificiale con le gondole Veneziane

Nella zona antistante l'ingresso del Venetian sono riprodotti fedelmente in scala 1:2 il campanile di San Marco e il ponte di Rialto.
Un lago artificiale prosegue all'interno della struttura con un canale, che costeggia la zona del centro commerciale (che copre una superficie totale di 50.000 m²) e viene percorso da riproduzioni fedeli delle tradizionali Gondole Veneziane. Le gondole vengono governate a remi come nella realtà. Tuttavia si può notare come le gondole vengano messe sotto carica a fine uso, questo perché probabilmente sono spinte da un motore elettrico al loro interno. I comandi sono azionati dal gondoliere con l'uso di un piede.
La zona delle piscine e dell'area benessere occupa una superficie totale di ben 6.400 m².
Il casinò, posizionato al di sotto del centro commerciale, offre più di 122 diversi tipi di giochi.
Il complesso ospita anche il museo delle Cere di Madame Tussauds e ha ospitato dal 2001 al 2008 il Guggenheim Hermitage Museum.

## Critiche
Le critiche che si sono sollevate contro questo casinò sono state molteplici e incessanti. Dalla sua fondazione a undici anni dopo, la città di Venezia indignata e sostenuta dai circoli culturali ha gravemente attaccato la struttura.
La critica più grave e compromettente è arrivata nel 2009 dall'Opera Bevilacqua La Masa che nella sua mostra Migropolis, ha mostrato alcune foto del The Venetian, accompagnandole a didascalie polemiche. Ogni anno si ripetono interventi a sfavore del casinò (soprattutto dalla borghesia veneziana e dalle associazioni dei gondolieri e degli albergatori o di quanti commerciano sfruttando il turismo).